# Leon Kryński
Leon Paweł Wawrzyniec Kryński (ur. 20 stycznia 1866 w Warszawie, zm. 8 października 1937 tamże) – polski lekarz chirurg i urolog.

## Życiorys
Urodził się w rodzinie Kaliksta i jego żony Józefy z Czerniawskich. Po ukończeniu VI gimnazjum filologicznego studiował na Wydziale Lekarskim Uniwersytetu Warszawskiego, a po ich ukończeniu w 1889 został asystentem w I Klinice Chirurgicznej Uniwersytetu, kierowanej przez Juliana Kosińskiego. Pracując tam w międzyczasie wyjeżdżał do Berlina i Hamburga, gdzie rozszerzał swoją wiedzę pod kierunkiem Roberta Kocha i Ernsta von Bergmanna. W 1891 został doktorem wszechnauk lekarskich. Na początku 1894 wyjechał do Rzymu, gdzie uczestniczył w wykładach i operacjach prowadzonych przez Francesco Durante'a. Pod koniec tego roku powrócił do Warszawy i został I asystentem Ludwika Rydygiera, 23 czerwca 1896 przedstawił na Uniwersytecie Jagiellońskim pracę habilitacyjną. a początku 1899 ponownie wyjechał poszerzać posiadaną wiedzę, studiował w Paryżu i Wiedniu. Na Sorbonie jego wykładowcami byli był m.in. Eugène Doyen i Louis Felbec Terrier oraz Jean Casimir Félix Guyon, który zainteresował go patologią układu moczowo-płciowego. Wówczas zdecydował się nie wracać do Warszawy, a wybrał Kraków. Został docentem w Katedrze i Klinice Chirurgicznej Uniwersytetu Jagiellońskiego, w 1901 uzyskał tytuł profesora nadzwyczajnego. Pięć lat później zdecydował się powrócić do Warszawy, gdzie został ordynatorem Oddziału Chirurgicznego w Szpitalu Św. Ducha. Zorganizował Pracownię Medycyny Doświadczalnej Towarzystwa Naukowego Warszawskiego i kierował w niej Oddziałem Chirurgicznym. Po wkroczeniu do Warszawy Niemcy reaktywowali Uniwersytet Warszawski, na którym Leon Kryński został profesorem w Katedrze i Zakładzie Anatomii Opisowej. Był również organizatorem Wydziału Lekarskiego, gdzie początkowo kierował Oddziałem Przygotowawczo-Lekarskim, a w roku akademickim 1916/1917 pełnił funkcję dziekana. Był pracownikiem Komisji Słownikowej Tymczasowej Rady Stanu. W 1918 został kierownikiem I Katedry i Kliniki, rok później uzyskał tytuł profesora zwyczajnego. Następnie stworzył Zakład Chirurgii Operacyjnej i Anatomii Topograficznej, którym kierował do przejścia w stan spoczynku w 1931.
Zmarł po dłuższej chorobie 8 października 1937 w Warszawie. 11 października 1937 został pochowany na cmentarzu Powązkowskim w Warszawie (kwatera 47, rząd 6, miejsce 29/30).

## Dorobek naukowy
Jako jeden z pierwszych lekarzy dokonał wszczepienia moczowodu w jelito grube, jako pierwszy na świecie opisał przypadek włóknistego zapalenia krezki jelita cienkiego i w 1910 wyodrębnił nową jednostkę chorobową – stwardnienie krezki. Leon Kryński jest autorem 109 prac z zakresu chirurgii operacyjnej i urologii.

## Członkostwo

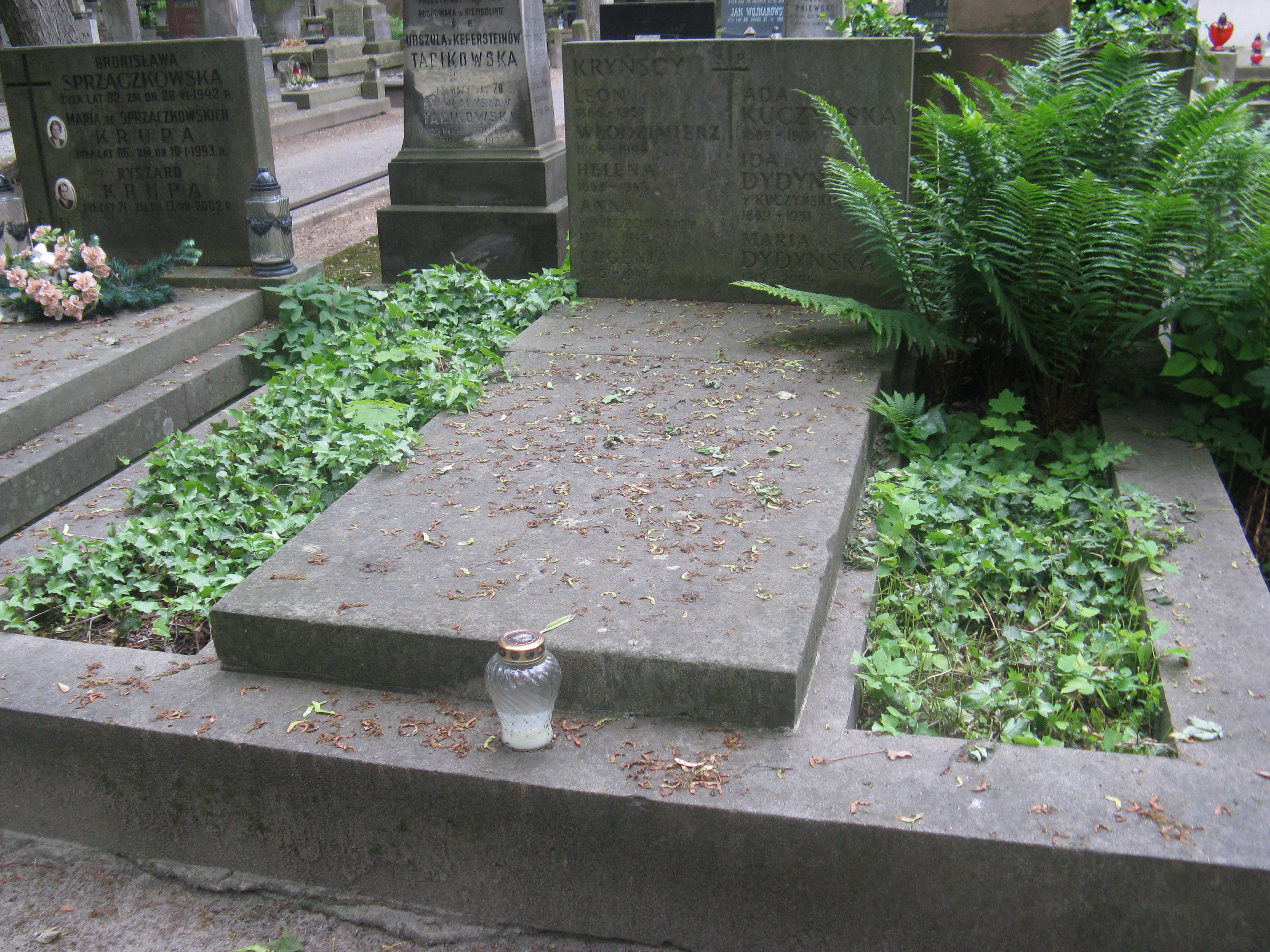
Nagrobek Leona Kryńskiego

- Towarzystwo Lekarskie Warszawskie, od 1891 członek korespondent;
- Societé de Chirurgie w Paryżu, członek od 1927;
- Towarzystwo Naukowe Warszawskie, członek założyciel, w latach 1913-1925 wiceprezes;
- Towarzystwo Chirurgów Polskich, członek od 1893, prezes w latach 1928-1931;
- Towarzystwo Lekarskie Polsko-Francuskie – prezes;
- przewodniczący Oddziału Warszawskiego Polskiego Towarzystwa Anatomiczno-Zoologicznego;
- Częstochowskie Towarzystwo Lekarskie – członek honorowy;
- Krakowskie Towarzystwo Lekarskie;
- Towarzystwo Chirurgiczne Belgijskie;
- Societa Piemontese di Chirurgia w Turynie;
- Association des Anatomistes

## Odznaczenia
- Order Legii Honorowej IV i V klasy (Francja)[6]
- Order św. Sawy III klasy (Jugosławia)[6]